# Julija Melnikowa
Julija Melnikowa (russisch Юлия Мельникова, englisch Yuliya Melnikova; geboren am 22. Mai 1981 in Omsk, Sibirien) ist eine russische Schauspielerin. In Westeuropa wurde sie durch eine Rolle in der belgischen Fernsehserie Matrioshki – Mädchenhändler bekannt.

## Schauspielkarriere
2003 wurde Melnikowa eine Rolle in dem Spielfilm Theatre Blues (Театральный Блюз) angeboten. Daraufhin beschloss sie die Schauspielerei zu ihrem Beruf zu machen und ging nach ihrem Debüt zum Studium ans Tschechow-Kunsttheater in Moskau, wo sie 2005 ihren Abschluss machte. Nach einigen Theaterproduktionen spielte sie 2006 in dem Film Prescription for Happiness (Счастье по рецепту) mit. Unter anderem aufgrund dieses Films wurde sie 2007 für die Rolle der ukrainischen Prostituierten Yana in der zweiten Staffel der belgischen Rotlicht-  und Menschenhandel-Serie Matrioshki – Mädchenhändler ausgewählt.

## Filmographie

### Fernsehserien
- 2007 – Hour Volkova
- 2008 – Matrioshki – Mädchenhändler (Matroesjka’s 2)
- 2009 – Brothers (Братаны)
- 2010 – Dr. Tyrsa (Доктор Тырса)
- 2011 – St. John’s Wort (Зверобой)

### Filme
- 2003 – Theatre Blues (Театральный Блюз)
- 2006 – Prescription for Happiness (Счастье по рецепту)
- 2009 – Target (Мишень)
- 2009 – One War (Одна война)
- 2010 – Irony of Love / Seduce a loser (Ирония любви)
- 2011 – Split (Раскол)
- 2011 – Mayakovsky. Two days (Маяковский. Два дня)